# Раїч (Новська)
Раїч (хорв. Rajić) — населений пункт у Хорватії, в Сисацько-Мославинській жупанії у складі міста Новська.

## Населення
Населення за даними перепису 2011 року становило 875 осіб.
Динаміка чисельності населення поселення:

## Клімат
Середня річна температура становить 11,21 °C, середня максимальна – 25,23 °C, а середня мінімальна – -4,80 °C. Середня річна кількість опадів – 936 мм.
| Клімат поселення                              | Клімат поселення | Клімат поселення | Клімат поселення | Клімат поселення | Клімат поселення | Клімат поселення | Клімат поселення | Клімат поселення | Клімат поселення | Клімат поселення | Клімат поселення | Клімат поселення | Клімат поселення |
| Показник                                      | Січ.             | Лют.             | Бер.             | Квіт.            | Трав.            | Черв.            | Лип.             | Серп.            | Вер.             | Жовт.            | Лист.            | Груд.            |                  |
| Середній максимум, °C                         | 7,54             | 8,78             | 12,89            | 17,39            | 22,10            | 25,23            | 24,10            | 23,55            | 19,84            | 14,84            | 9,53             | 5,29             |                  |
| Середня температура, °C                       | 1,37             | 2,62             | 6,72             | 11,23            | 15,93            | 19,07            | 20,83            | 20,30            | 16,59            | 11,59            | 6,26             | 2,03             |                  |
| Середній мінімум, °C                          | −4,8             | −3,54            | 0,56             | 5,06             | 9,78             | 12,90            | 17,57            | 17,04            | 13,32            | 8,33             | 3,00             | −1,23            |                  |
| Норма опадів, мм                              | 59               | 54               | 65               | 80               | 84               | 99               | 86               | 89               | 77               | 83               | 88               | 72               |                  |
| Середньомісячна швидкість вітру, м/с          | 1.75             | 1.98             | 2.34             | 2.24             | 2.06             | 1.88             | 1.84             | 1.69             | 1.68             | 1.75             | 1.78             | 1.80             |                  |
| Середньомісячна сонячна радіація, кДж/м²·день | 4390             | 7149             | 10996            | 15299            | 19632            | 21837            | 22744            | 19995            | 14960            | 9252             | 4919             | 3630             |                  |
| --------------------------------------------- | ---------------- | ---------------- | ---------------- | ---------------- | ---------------- | ---------------- | ---------------- | ---------------- | ---------------- | ---------------- | ---------------- | ---------------- | ---------------- |
| Джерело:                                      |                  |                  |                  |                  |                  |                  |                  |                  |                  |                  |                  |                  |                  |